# Morley Safer
Morley Safer, född 8 november 1931 i Toronto, Ontario, död 19 maj 2016 i New York, USA, var en  kanadensisk-amerikansk journalist, korrespondent, programledare och TV-personlighet. Han var främst känd för sin medverkan i programmet 60 Minutes.

## Biografi
Safer föddes i en österrikisk judisk familj i Toronto, modern hette Anna (född Cohn) och fadern Max Safer var tapetserare. Efter att ha läst verk av Ernest Hemingway, bestämde sig Morley Safer i sin ungdom för att liksom Hemingway bli utrikeskorrespondent. Han studerade vid Harbord Collegiate Institute i Toronto och en period vid University of Western Ontario, innan han hoppade av för att verka som tidningsreporter.
Han åkte till England år 1955 och jobbade för (Reuters och Oxford Mail).
Safer anställdes av CBS 1964 som London-korrespondent. 1965 stationerades han i Saigon, Vietnam där han följde en grupp marinsoldater på uppdrag i en vietnamesisk by. När soldaterna ankom till byn beordrade de innevånarna att överge byn och de brände sedan ner deras hus. Safers rapport, som sändes på CBS strax efter, var en av de första rapporterna från Vietnamkriget som visade hur hänsynslös den amerikanska krigföringen var. Reaktionerna uteblev inte och president Lyndon B. Johnson gjorde efterforskningar om Safer var kommunist.
Morley Safer gifte sig med Jane Fearer, en antropologistudent, i London 1968, där han då tjänstgjorde som byråchef för CBS News. Deras dotter, Sarah Safer, tog examen från Brown University 1992 och är verksam som frilansjournalist.
Safer anslöt sig till 60 Minutes 1970 och var den reporter som arbetade där längst, han drog sig tillbaka efter 46 år på CBS, en vecka innan sin död. Bara några dagar efter att han gått i pension sände CBS ett en timmes långt special-avsnitt Morley Safer: A Reporter's Life, vilket Safer hann se innan han gick bort.
Under sin 60 år långa karriär som journalist mottog Safer flera utmärkelser, däribland tolv Emmys och tre Peabody Awards.
Jeff Fager, exekutiv producent för 60 Minutes, skrev att "Morley har haft en lysande karriär som reporter och som en av de mest signifikanta karaktärerna i CBS News historia, i våra sändningar och i många av våras liv. Morleys nyfikenhet, hans känsla för äventyr och hans fantastiska texter, är allt utomordentligt arbete utfört av en fantastisk människa."